# Балакленка
Балакленка (укр. Балакленька, Балаклійка) — левый приток реки Медянка, протекающий по Черкасскому району (Черкасская область, Украина).

## География
Длина — 12, 15,4 км. Площадь водосборного бассейна — 63,7, 52,5 км². 
Берёт начало от нескольких балок на северной окраине села Буда-Орловецкая. Река течёт на юго-восток. Впадает в водохранилище на реке Медянка (на 3,1-км от её устья) в селе Балаклея.
Русло средне-извилистое, частично пересыхает. Есть пруды. Пойма в нижнем течении занята заболоченными участками с тростниковой растительностью. 
Притоки (от истока до устья): безымянные ручьи. 
Населённые пункты на реке (от истока до устья):
1. Буда-Орловецкая
2. Малое Староселье
3. Балаклея